# 만창
만창(滿昌, ? ~ ?)은 전한 말기 ~ 신나라의 유학자이자 관료로, 자는 군도(君都)이며 영천군 사람이다. 사단·복리와 함께 광형을 사사하였다.

## 행적
공손광(公孫光)·소함·설수와 함께 왕가의 추천을 받아 애제에게 임용되어 첨사를 지냈다.
신 시건국 3년(11년), 시좨주(詩祭酒)에 임명되어 태자에게 《시경》을 가르치는
일을 맡았다.
제자로 장한(張邯)·피용(皮容)·마원이 있었다.

## 출전
- 반고, 《한서》
  - 권29 구혁지
  - 권73 위현전
  - 권86 하무왕가사단전
  - 권88 유림전
  - 권99중 왕망전 中